# Lennart Nilsson
Lennart Nilsson (ur. 24 sierpnia 1922 w Strängnäs, zm. 28 stycznia 2017 w Sztokholmie) – szwedzki fotograf, pionier fotografii medycznej.

## Życiorys
Fotografią zaczął zajmować się już w wieku 12 lat. Początkowo wykonywał makrofotografie, a następnie fotoreportaże. Od 1957 wykonywał zdjęcia za pomocą endoskopu, będąc pierwszym który udokumentował w ten sposób wszystkie etapy rozwoju płodu ludzkiego. W 1965 jego zdjęcie pojawiło się na okładce tygodnika „Life”. Nilsson wydał również publikację „A Child is Born”. W 1976 otrzymał tytuł doctora honoris causa Instytutu Karolinska. W 1980 został laureatem Hasselblad Foundation International Award in Photography, zaś 1996 laureatem nagrody World Press Photo.

## Odznaczenia
- Medal Księcia Eugeniusza (1974)[3]